# Beliševo
Beliševo (cirill betűkkel Белишево) egy falu Szerbiában, a Pcsinyai körzetben, a Vladičin Hani községben.

## Népesség
- 1948-ban 777 lakosa volt.
- 1953-ban 814 lakosa volt.
- 1961-ben 729 lakosa volt.
- 1971-ben 534 lakosa volt.
- 1981-ben 406 lakosa volt.
- 1991-ben 249 lakosa volt
- 2002-ben 136 lakosa volt,[1] akik közül 135 szerb (99,26%) és 1 ismeretlen.[2]